# Šljivno (Banja Luka)
Pour les articles homonymes, voir Šljivno.
Šljivno (en serbe cyrillique : Шљивно) est un village de Bosnie-Herzégovine. Il est situé sur le territoire de la ville de Banja Luka et dans la république serbe de Bosnie. Selon les premiers résultats du recensement bosnien de 2013, il ne compte aucun habitant.

## Histoire
L'église de l'Annonciation-de-la-Mère-de-Dieu de Šljivno a été construite en 1937.

## Démographie

### Évolution historique de la population dans la localité
| 1948 | 1953 | 1961 | 1971 | 1981 | 1991 | 2013 |
| ---- | ---- | ---- | ---- | ---- | ---- | ---- |
| -    | -    | 818  | 106  | 0    | 0    | 0    |

|  |

## Personnalité
Le peintre serbe Vitomir Miletić est né à Šljivno en 1967.